# Legio II Italica

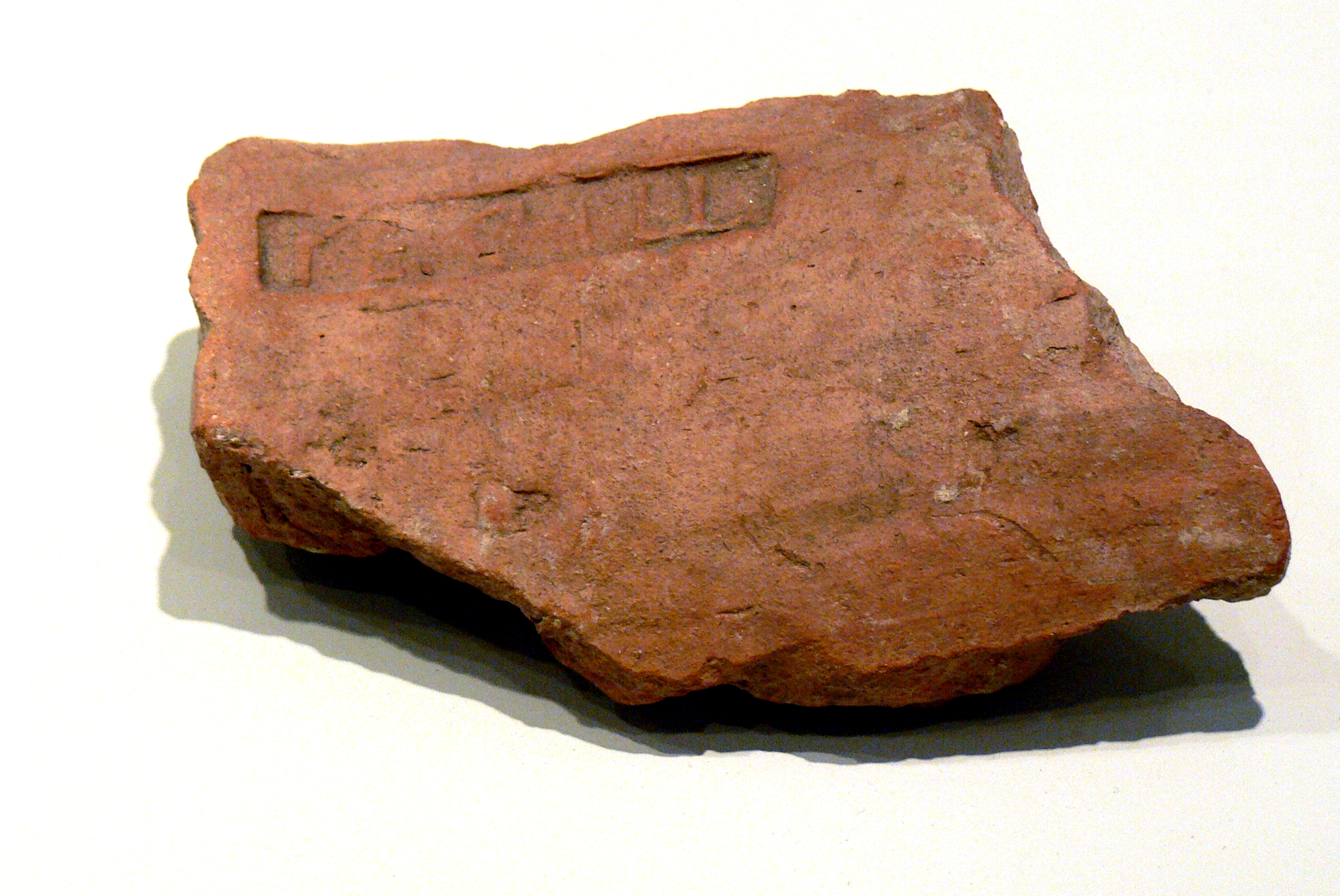
Ziegel mit Stempel der Legio II Italica aus Enns

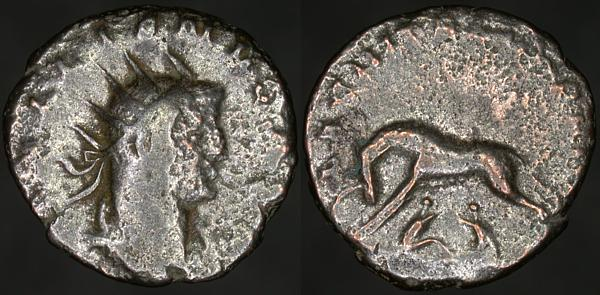
Antoninian des Gallienus, Avers: GALLIENVS AVG
Revers: LEG II ITAL VI P VI F

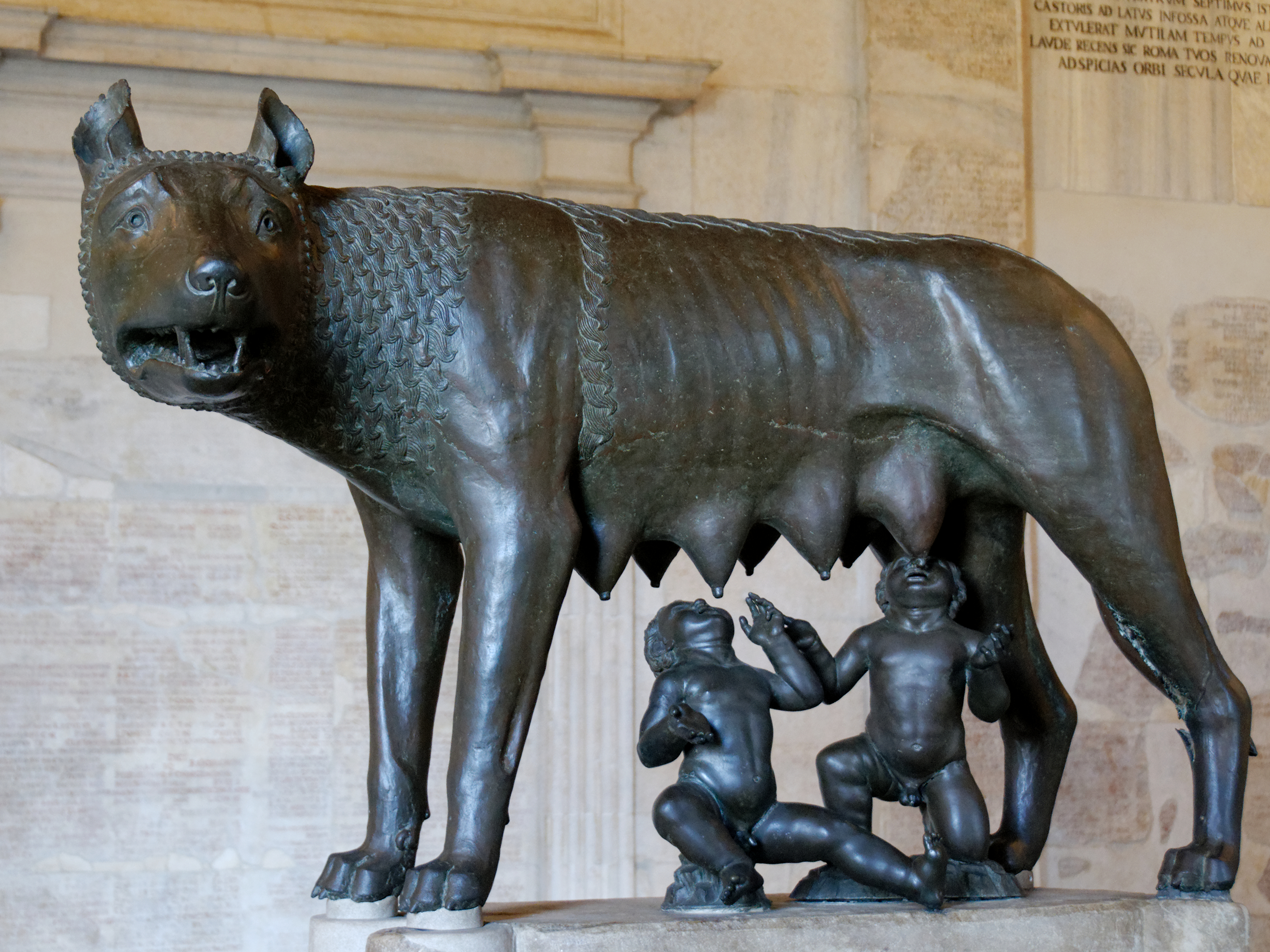
Die Kapitolinische Wölfin mit den Zwillingen Romulus und Remus (Kapitolsmuseum Rom)

Die Legio II Italica pia fidelis („die Italische Zweite Legion, die fromme und treue“) war eine Legion der römischen Armee.
Sie wurde im Auftrag Mark Aurels um das Jahr 165 n. Chr. (gemeinsam mit der Legio III Italica) zur Verstärkung der Donaulegionen ausgehoben. Die Legion war bis 170 in Dalmatien und bis zu ihrer Auflösung, Mitte des 5. Jahrhunderts n. Chr., in Noricum stationiert.
Als Symbol führte die Legion die Kapitolinische Wölfin, der unter Gallienus die legendären Gründer Roms, die Zwillinge Romulus und Remus hinzugefügt wurden. Dies ist unter anderem von Münzen bekannt, die unter Septimius Severus und Gallienus als Anerkennung für die Loyalität der II. Italica ausgegeben wurden.

## Kommandostruktur

Ziegelstempel der Legio II Italica, gefunden in Wien

Vor der Stationierung der Legion galt Noricum als provincia inermis, also ohne Legionsbesatzung, und wurde von Präsidialprokuratoren aus dem Ritterstand regiert (procurator Augusti [Augustorum] provinciae Noricae). Der Befehlshaber der Legion, ein legatus legionis aus dem Stand der Senatoren, war seit dem späten 2. Jahrhundert auch Statthalter der Provinz Noricum. Die Amtsbezeichnung hierfür lautete legatus Augusti [Augustorum] pro praetore provinciae Noricae. Dessen Amtszeit belief sich in der Regel auf ein bis zwei Jahre. Danach stiegen sie meist zu Konsuln auf (consul designatus). Der erste namentlich bekannte senatorische Legionskommandant/Statthalter für Noricum war Gaius Memmius Fidus Iulius Albius, der in den Jahren 190/191 dieses Amt bekleidete. Der Statthalter hatte für Verwaltungs- und Logistikaufgaben einen umfangreichen Stab (officium) aus Offizieren und Soldaten zur Verfügung. Seine Residenz befand sich im Legionslager Albing danach in Lauriacum/Enns und in Ovilavis/Wels.
Ab der Regierung des Gallienus, wurden die senatorischen Statthalter zunehmend wieder durch Männer aus dem Ritterstand ersetzt, die agentes vices praesides, die zuerst nur als Stellvertreter des senatorischen Statthalters in Erscheinung traten. Danach übernahm ein Präfekt die Führung der Legion in Enns (praefectus legionis). Ab den 90er Jahren des 3. Jahrhunderts wurden duces zu überregionalen Befehlshabern der norischen und oberpannonischen Provinzstreitkräfte ernannt, die Legionspräfekten sanken auf den Status von örtlichen Unterführern bzw. einfachen Festungskommandanten herab.

## Funktion

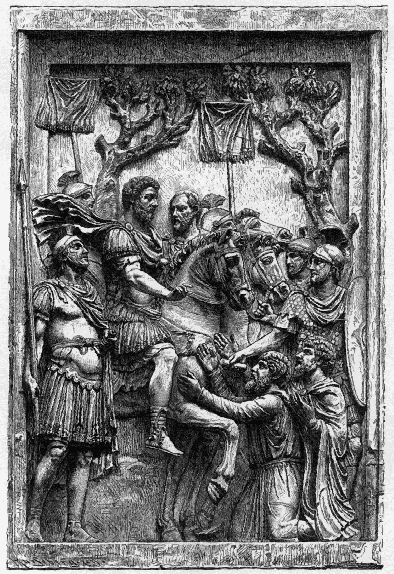
Relief, das eine Szene aus den Markomannenkriegen darstellt: Mark Aurel als Reitersieger, der die Unterwerfung von Barbarenhäuptlingen entgegennimmt.

Zuerst mit dem Schutz Italiens, Dalmatiens und der östlichen Alpenregionen befasst, bekämpfte die Legion (als strategische Reserve) ab 170 die Stämme der Markomannen, Quaden und Jazygen die massiv die Donauprovinzen Raetia, Pannonia, Moesia und Dacia, zum Teil auch Noricum bedrängten, im 3. Jahrhundert vor allem die Juthungen und Alamannen. Weiters stellte die Legion zusammen mit anderen Alen und Kohorten der Grenztruppen die Leibgarde des Statthalters, die singulares in Lauriacum und Ovilava. Aber auch noch in anderen Teilen der Provinz waren zahlreiche ihrer Legionäre in Verwaltungs- und Kontrollämtern tätig. Durch den kurzfristigen Zuzug von mehr als 6000 römischen Bürgern in Noricum trug die Legion wohl auch wesentlich zur weiteren Romanisierung dieser Provinz bei. Sie sicherte bis in die Spätantike – auf mehrere Standorte verteilt – mit Hilfe ihr zugeteilter Marineeinheiten den Limes an der oberen Donau.
Zudem nahm die Legio II Italica eine ausgeprägte Funktion als „Baulegion“ wahr, die weit über ihr engeres Operationsgebiet am Norischen Limes staatliche Bauprojekte mit Material wie Ziegeln versorgte. Ihre Ziegelstempel lassen sich bis nach Niedergermanien nachweisen, beispielsweise im Kastell Divitia (heute Köln-Deutz) nachweisen. In der Spätantike trat die Legion zudem in der Produktion von Schilden hervor.

## Entwicklung
Als große Truppenteile der Donauarmee für den Partherkrieg von 161 bis 166 in den Osten des Reiches abgezogen werden mussten, ordnete Kaiser Mark Aurel die Neuaufstellung von zwei Legionen in Oberitalien an, um den Grenzschutz am Donaulimes angesichts drohender Auseinandersetzungen mit germanischen und sarmatischen Stämmen und der Schwächung der Grenztruppen durch die durch zurückkehrende Truppen aus dem Osten eingeschleppte sogenannte Antoninische Pest wieder zu verstärken. Auch ihr Beiname lässt annehmen, dass ihr Hauptrekrutierungsgebiet das bevölkerungsreiche Oberitalien war.

### 2. Jahrhundert

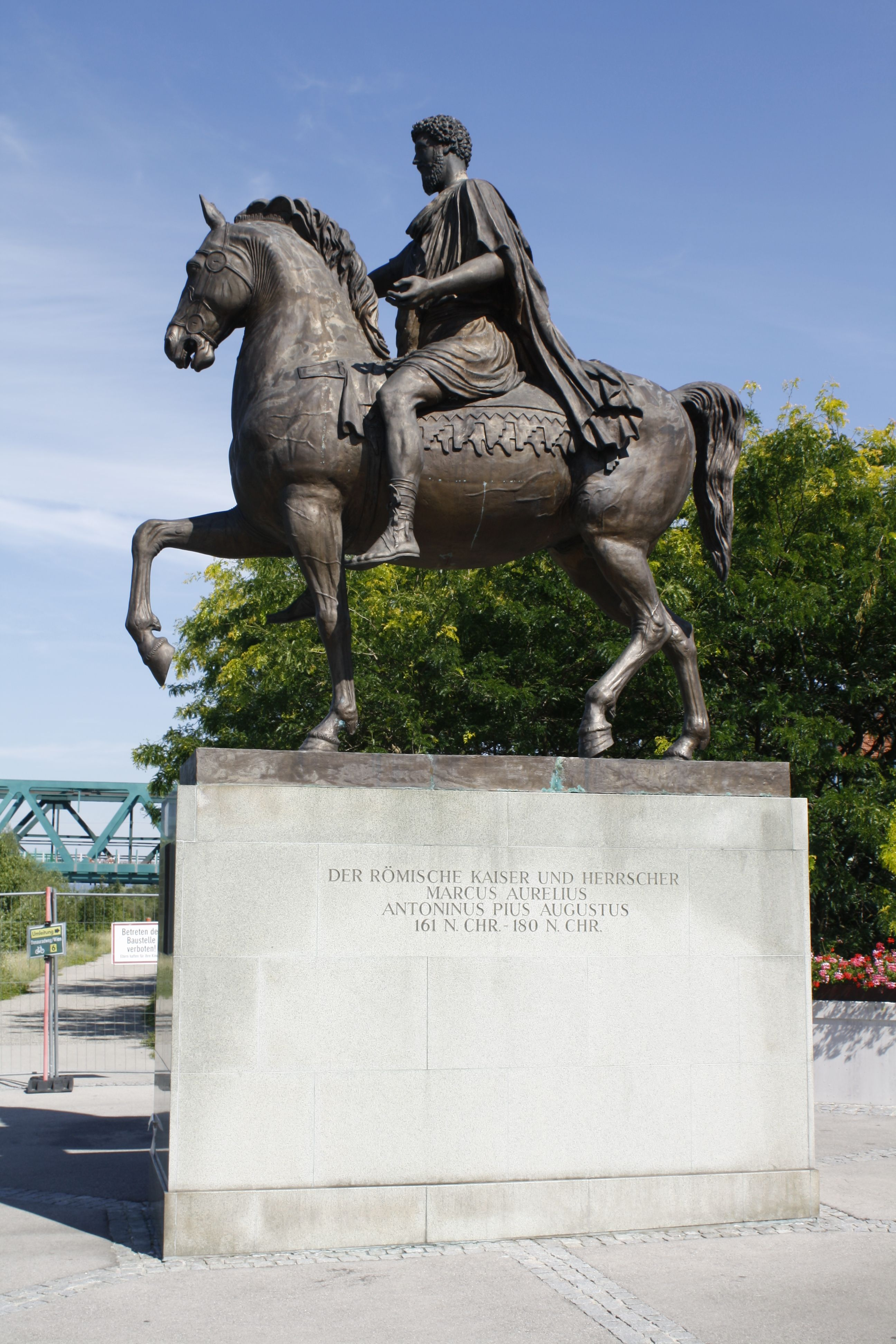
Kaiser Mark Aurel (Kopie einer Reiterstatue in Tulln)

Mit der Aufstellung (dilectus) der beiden neuen Legionen wurden Marcus Claudius Fronto, Gnaeus Iulius Verus und Tiberius Claudius Proculus Cornelianus beauftragt. Fronto war Ende 165/Anfang 166 Konsul, daher müssen die Aushebungen im Spätherbst begonnen haben. Infolge der Anwesenheit der beiden Kaiser Mark Aurel und Lucius Verus 168 in ihrem Hauptquartier bei Aquileia ist davon auszugehen, dass auch die Ausbildung der neuen Rekruten hier stattgefunden hat und von den beiden Herrschern persönlich beaufsichtigt wurde.
Da die Legion 166 durch die schon erwähnte Epidemie zunächst noch nicht voll einsatzfähig war, verblieb sie noch einige Zeit im Rahmen eines Sonderkommandos im Hinterland, um den Alpenostrand, Noricum, Pannonien und vor allem Italien gegen Übergriffe der Stämme aus dem Norden zu schützen. Vermutlich hatte die II. Italica auch noch kein festes Lager, sondern lag in wechselnden Stützpunkten. Die Anwesenheit von Legionären der II. Italica in Poetovio, Pula und anderen Orten ist zwar bewiesen, konnte aber nicht exakt datiert werden.
Zunächst stand die Legion unter dem Befehl des Quintus Antistius Adventus, der um 168 das Amt eines leg(atus) Aug(ustus) at praetenturum Italiae et Alpium bekleidete. Nach dem plötzlichen Tod seines Mitregenten Lucius Verrus (169) musste Mark Aurel nach Rom zurückkehren, traf aber vorher noch alle Vorbereitungen für die schon lang geplante Offensive in die transdanubischen Stammesgebiete. Im Rahmen dieser Maßnahmen wurde die Legion wieder etwas weiter nach Norden verlegt und erbaute bei Ločica ob Savinji in Slowenien zusammen mit der ala Antoniniana ihr erstes bekanntes Standlager. Noch vor 170 wurde ihr der Beiname pia (d. h. die fromme und pflichtbewusste) verliehen. Er wurde aber ab 191 immer mehr durch den Beinamen Italica verdrängt. Die Legion stellte im Jahr 170 (zusammen mit der Legio III Italica) u. a. eine Vexillation für den Bau eines 60 m langen Abschnittes der Befestigungsanlagen der dalmatinischen Hafenstadt Salona/Solin ab.
Vexillationes leg(ionum) II piae et III concordiae ped(es) (ducentos) sub cura P. Aelii Amyntioni (centurionis) frumentari leg(ionis) II Traian(ae)
„(Die) Abteilungen der Legionen II Pia und III Concors (haben) 200 Fuß (der Mauer erbaut), unter der Aufsicht von Publius Aelius Amyntionus, dem Centurio für die Getreideversorgung der Legio II Traiana fortis“.
Die Stammesverbände der Markomannen und Quaden überquerten 171 die Donau und drangen durch die Julischen Alpen bis nach Oberitalien vor, wo sie Opitergium (Oderzo) zerstörten und sogar Aquileia belagerten. Weiter im Osten schlossen sich Jazygen, Roxolanen und Sarmaten an und setzten ebenfalls über die Donau, einige ihrer Streifscharen gelangten bis in die griechischen Kerngebiete. Zu ihrer Bekämpfung wurde die Legion 172 daher erstmals in den Nahbereich des östlichen Alpenraums verlegt. Mark Aurel übernahm persönlich die zentrale Leitung des Feldzuges und schlug sein Hauptquartier in Carnuntum auf. Unter dem Kommando von Claudius Pompeianus und Helvius Pertinax wurde sie in den Markomannenkriegen eingesetzt und es gelang die Invasoren unter großen Anstrengungen wieder über die Donau zurückzuwerfen und bis in ihre Siedlungsgebiete vorzudringen (um 193). Bei diesen Kämpfen ereignete sich auch das sogenannte Regenwunder, das die Legio I Adiutrix aus dem Belagerungsring der Quaden befreite. Die Tatsache, dass auch eine pannonische Legion am Feldzug teilnahm, lässt darauf schließen, dass die II. Italica bis zu diesem Zeitpunkt noch gar nicht an die Donau vorgerückt war.

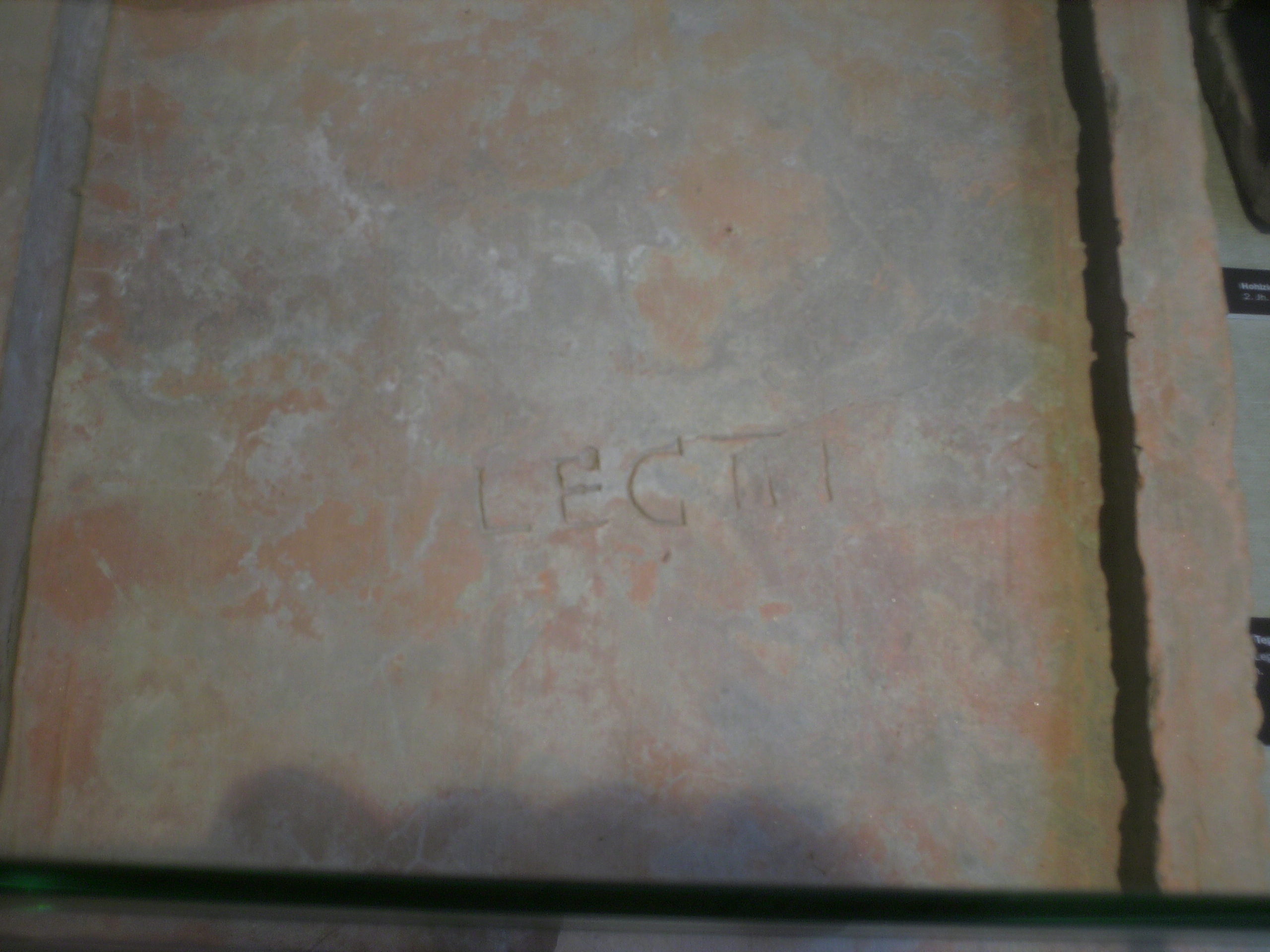
Ziegelstempel der Legio II Italica aus dem Kastell Zeiselmauer, Beispiel für deren Bautätigkeit

Anscheinend hielt sich die Legion aber nur kurzzeitig im Lager Ločica auf, ehe sie um 174/175, wieder zusammen mit der Ala Antoniniana, in ihr erstes Lager auf norischen Boden, Albing, verlegt wurde. Dort stand sie unter dem Befehl des legatus leg II Italicae et alae Antoninianae Quintus Herennius Silvius Maximus. Mark Aurel starb am 17. März 180, sein Nachfolger Commodus schloss mit den Barbaren einen Friedensvertrag, woraufhin sich die militärische Lage wieder entspannte. Nach dem Ende der Kämpfe kehrte die Legion nach Noricum zurück und entfaltete dort eine rege Bautätigkeit.

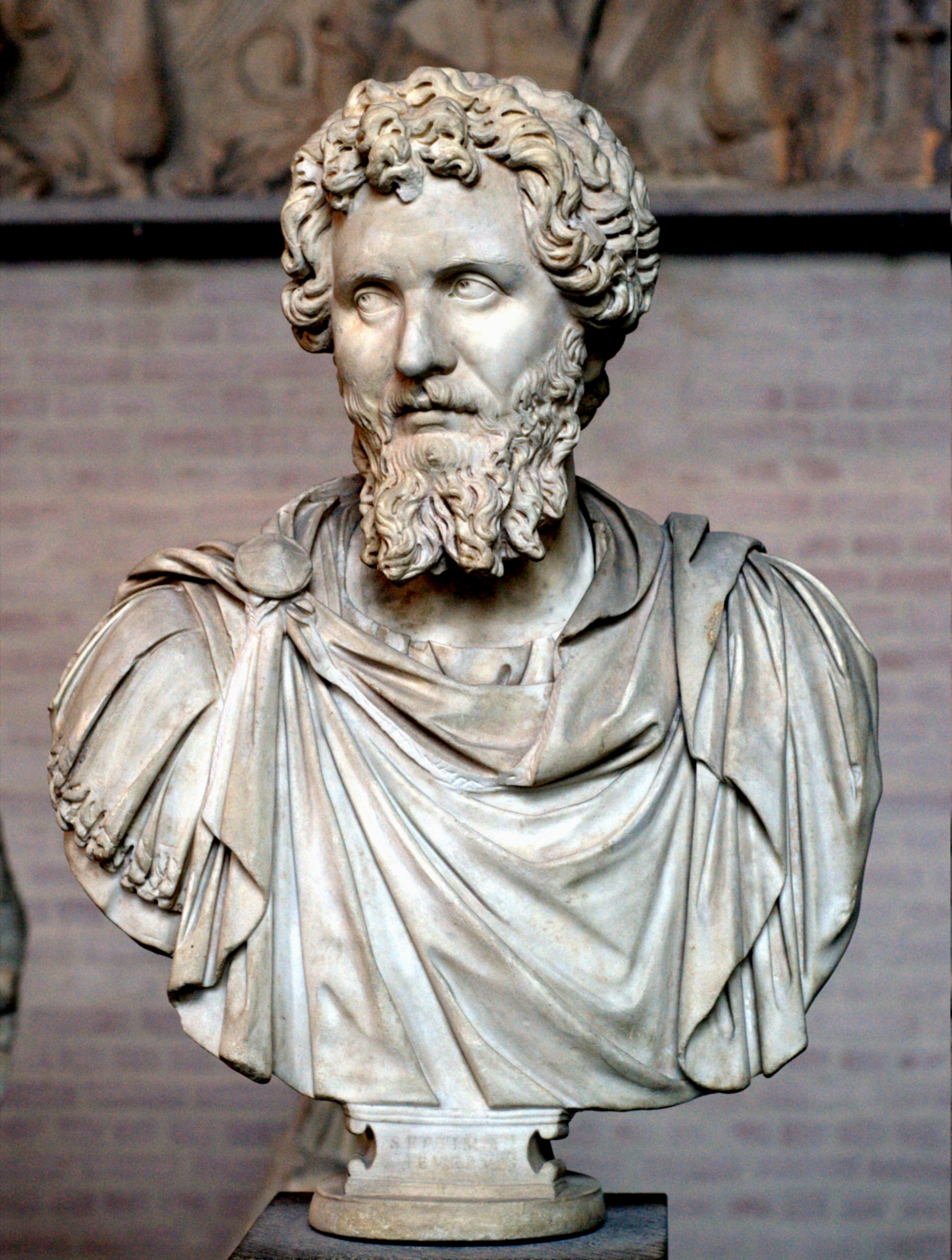
Kaiser Septimius Severus, Münchner Glyptothek

In den Kämpfen des sogenannten zweiten Vierkaiserjahres zwischen den Kontrahenten Septimius Severus, dem Statthalter von Oberpannonien, Pescennius Niger und Clodius Albinus um den Kaiserthron schlugen sich die norischen und raetischen Provinzialen in den Städten zwar auf die Seite des Albinus, die Legion hingegen blieb Severus treu, weswegen er sie mit dem Ehrennamen fidelis (die treue und zuverlässige) auszeichnete. Im Jahr 193 marschierte die II Italica Pia Fidelis auch mit seinem Heer nach Rom, wo er seine Macht weiter konsolidierte, die anmaßenden und stets zu Aufständen bereiten Prätorianer auflöste und aus seinen eigenen Truppen eine neue Garde bildete, für die auch Angehörige der II. Italica ausgewählt wurden. Später setzte Severus die II. Italica noch erfolgreich in seinem Feldzug gegen die Parther ein. Eine Vexillation begleitete ihn 208–211 auch auf seinem letzten und verlustreichen Feldzug in den unwirtlichen Norden Britanniens.

### 3. Jahrhundert

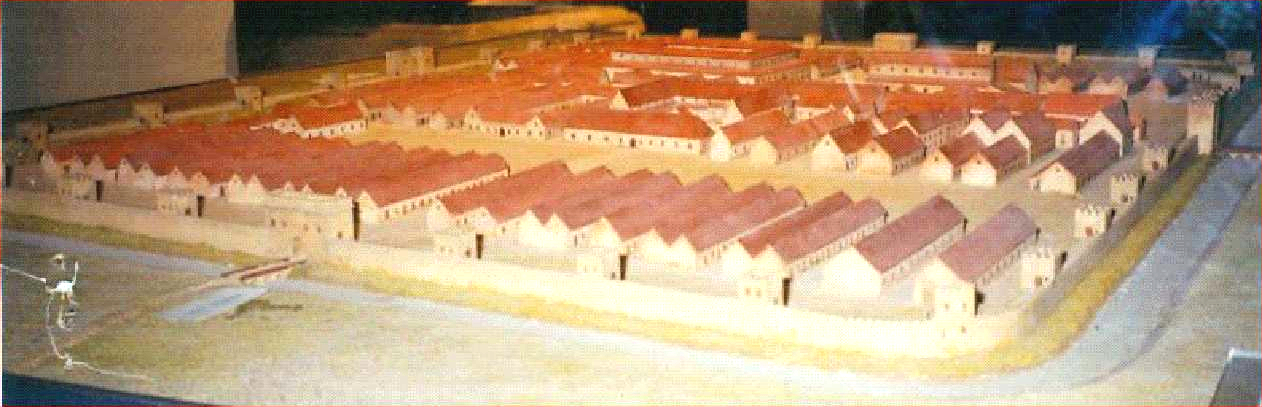
Modell des Legionslagers Lauriacum, Blick aus SO, Römermuseum Enns

Die Legion war spätestens ab 205 n. Chr. im 5 km entfernten und wesentlich günstiger gelegenen Lager Lauriacum (Lorch), beim heutigen Enns, kaserniert. In seiner Fläche etwas kleiner als Albing, war es offenbar nur mehr von ihr alleine belegt. Ihre Legaten residierten als Provinzstatthalter auch in Ovilavis/Wels, wo ebenfalls eine kleinere Abteilung stationiert war. Zwischen 213 und 234 kämpfte die II. Italica vor allem gegen immer wieder in Noricum eindringende Juthungen, wodurch Lager und Zivilstadt von Lauriacum mehrmals schwer beschädigt wurden. Seit dem Alamannenkrieg von 213, in dem sie vermutlich ebenfalls sehr erfolgreich zum Einsatz kam, führte die Legion als besondere Ehre erstmals den Beinamen eines regierenden Kaiserhauses in ihrer Titulatur, Antoniniana, der unter Severus Alexander (222–235) wieder bestätigt nun aber Severiana lautete. Eine ihrer Legaten, Marcus Munatius Sulla Cerialis, könnte sich laut einer Weihinschrift aus einem Heiligtum auf dem steirischen Kugelstein in den Quadenkriegen, die zum Tod ihres Königs Gaiobomarus führten, besonders bewährt haben. Möglicherweise als Belohnung dafür wurde er zum eponymen Konsul von 215 ernannt.
Die schriftlichen Belege über die weiteren Aktivitäten der Legion im 3. Jahrhundert sind nur sehr spärlich. Als wichtiger Bestandteil der kampfkräftigen Donauarmee war die II. Italica aber sicher häufig in die Auseinandersetzungen zwischen den sogenannten Soldatenkaisern involviert (siehe auch Reichskrise des 3. Jahrhunderts). In dieser turbulenten Zeit erwarb sie sich den Titel Gordiana, was vermuten lässt, dass sich ihre Vexillation unter Gordian III. in einer Kampagne gegen das Sassanidenreich (242–244) bewährt hatte. Angehörige der Legion dürften sich auch in der Gegend des nordafrikanischen Sitifis (Sétif), aufgehalten haben, da aus dieser Stadt Grabsteine von zwei ihrer Soldaten bekannt sind. Am Dakerkrieg des Kaisers Maximinus Thrax (238–244) nahm die II. Italica wieder gemeinsam mit der II Adiutrix, teil, aus Grabinschriften sind zwei ihrer Soldaten bekannt, die in dieser Kampagne getötet bzw. vermisst wurden. In der zweiten Hälfte des 3. Jahrhunderts war sie wahrscheinlich auch an einem Feldzug gegen die Goten an der unteren Donau beteiligt. Vielleicht steht auch die Anwesenheit der Legion in Thrakien in diesem Zusammenhang, da hier unter anderem Provinzialen als neue Rekruten angeworben wurden.

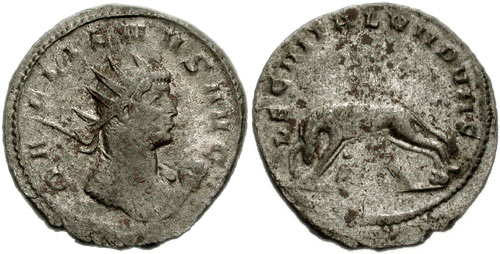
Antoninian des Gallienus, Avers: GALLIENVS AVG
Revers: LEG II ITAL VII P VII F

Kaiser Valerian, der (vor seiner Erhebung zum Kaiser durch seine Truppen) ein Kommando in Raetien innehatte, sandte eine Abteilung der II. Italica nach Africa, wo sie die Wiederaufstellung der von Gordian III. aufgelösten Legio III Augusta unterstützen sollte. Das Wohlwollen der Donaulegionen war für die oft in rascher Abfolge wechselnden Inhaber des Kaiserthrons weiterhin unerlässlich, was den Sohn und Nachfolger Valerians, Gallienus, dazu veranlasste, der II. Italica, die ihn vor allem gegen den Usurpator Postumus unterstützte, mindestens dreimal die Ehrentitel Pia Fidelis zu bestätigen, wie aus seinen Münzprägungen hervorgeht, um sich dadurch – und mit den damit verbundenen großzügigen donativa (Geldgeschenken) – auch weiter ihrer fortdauernden Treue zu versichern. Ihr voller Name lautete ab da Legio II Italica VII pia VII fidelis, also „die zum siebten Mal treue und loyale“. Eine Vexillation der Legion wurde auch für die neue mobile Eingreiftruppe (eine Vorläuferin der späteren Comitatenses) des Gallienus in Oberitalien abgestellt.
Im Jahre 273 wurde die Armee im Zuge der Niederschlagung des zeitweise fast den ganzen römischen Osten umfassenden Sonderreiches der Königin von Palmyra, Zenobia, durch Aurelian wieder in Marsch gesetzt. An diesem Feldzug war auch eine Vexillation ihrer raetischen Schwesterlegion beteiligt. 272 kam es bei Emesa zur entscheidenden Schlacht:

„…die palmyrenische Armee war 70 000 Mann stark […] und versammelte sich in der Ebene vor Emesa. Ihnen gegenüber stellte sich [Aurelian] mit seiner Dalmatinischen Kavallerie auf, sowie auch mit den Moesiern, den Pannoniern […], den Norikern und Raetern, die keltische Legionen sind…“

Wahrscheinlich kam auch ein Centurio der II. Italica, Lucius Pupianus Verus, in diesem Krieg ums Leben. Seine Grabstele kann heute im Museum von Damaskus besichtigt werden. 282 unterstützte sie – wieder gemeinsam mit der III. Italica – die Erhebung des Gardepräfekten Carus gegen Probus und akklamierten ihm zum Kaiser.

### 4. Jahrhundert

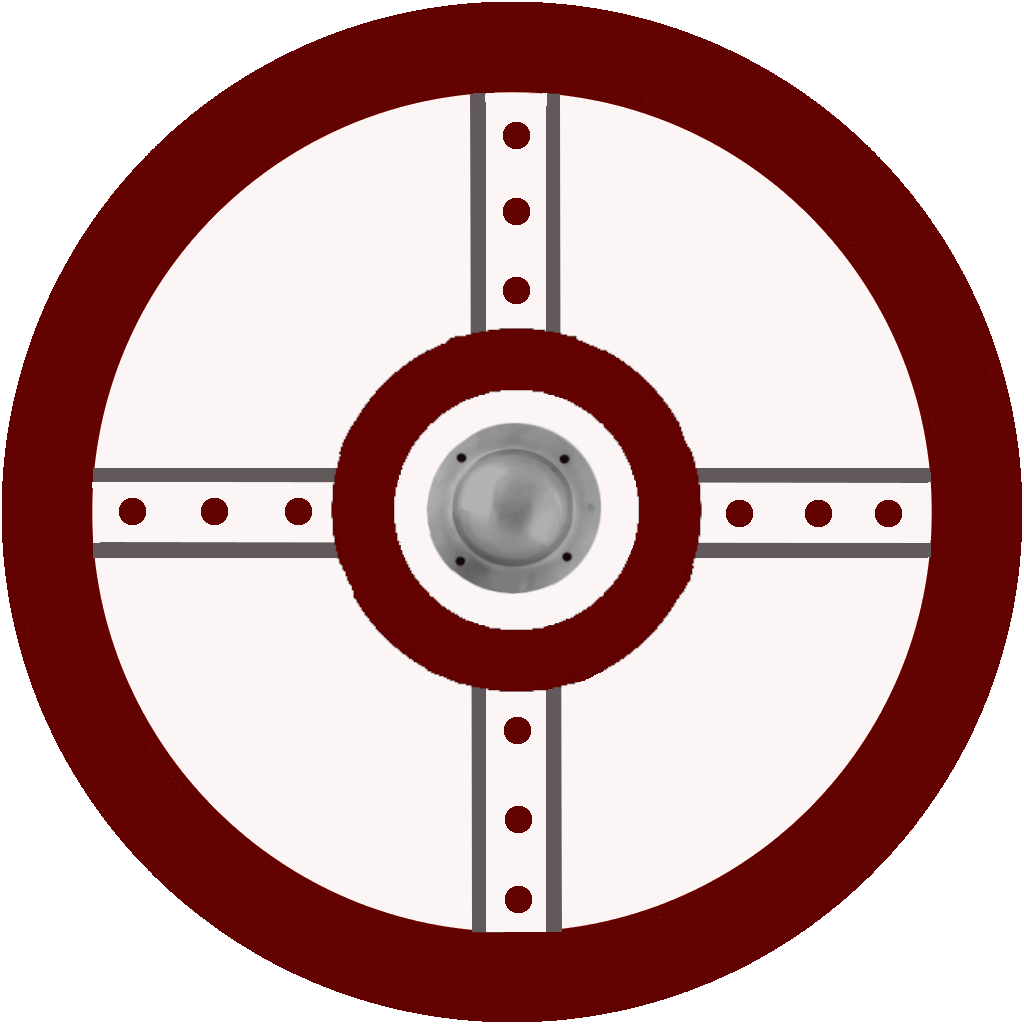
Schildzeichen der Secundani Italiciani in der Armee des Magister Peditum

In der späten Kaiserzeit wurde die Legion durch langfristige Abkommandierungen von Vexillationen zunehmend – und schließlich auch auf Dauer – in mehrere selbstständige Einheiten aufgespalten. Der in Lauriacum verbliebene Rest der Legion zählte nun wohl nur mehr einen Bruchteil der Mannschaftsstärke, die sie noch am Anfang des 3. Jahrhunderts gehabt hatte. Diese Kerntruppe hatte nun hauptsächlich die Aufgabe die Donaugrenze zwischen den Flüssen Aenus (Inn) und Anisus (Enns) zu sichern, während Ostnoricum in den Verantwortungsbereich der neu aufgestellten Legio I Noricorum in Favianis fiel. Noricum wurde entlang des Alpenhauptkamms in Noricum ripense und Noricum mediterraneum geteilt, die Statthalterschaft ging auf einen zivilen Beamten über (praeses), der in Ovilavis seinen Amtssitz hatte.
Kaiser Diokletian verteilte im Zuge seiner Militärreform die Legion auf mehrere Stützpunkte in Noricum und richtete in Lauriacum eine staatlich betriebene Schildfabrik (fabrica scutaria) ein. Nach einer weiteren Umorganisation unter Gallienus wurden einige, aus ausgesuchten Soldaten gebildete Kohorten der Legion den neuen mobilen Feldarmeen zugeteilt, wie zum Beispiel die wahrscheinlich ebenfalls aus Soldaten dieser Legion bestehenden Secundani Italiciani die in die Feldarmee des Comes Africae eingegliedert wurden, sie unterstanden dem Oberbefehl des Magister Peditum Praesentalis. Derjenige Teil der II. Italica, der noch in Lauriacum stationiert war, zählte hingegen zu den rangniedrigeren Limitanei (Grenztruppen).
Am 27. Juni 310 errang der norische dux Aurelius Seneco im Westen seines Überwachungsabschnittes einen Sieg über eingefallene Germanen, an dem wohl auch die II. Italica ihren Anteil hatte. Um 311 n. Chr. wurde eine Vexillation der Legion in die Germania inferior verlegt und bezog im rechtsrheinischen Brückenkopfkastell von Divitia (Köln-Deutz) als Legio II (Italica) Divit(i)ensium ihre neue Garnison. Im Jahr 312 zogen sie, wie auch eine Abteilung ihrer Stammtruppe, mit der Armee Konstantin I. gegen den Machthaber von Italien, Maxentius, und verhalfen Konstantin nach seinem Sieg in der Schlacht an der Milvischen Brücke auf den Thron. Sie sah 341 den Einzug Kaiser Constantius II. in Lauriacum, der hier am 24. Juni ein Edikt für seinen Gardepräfekten Catullinus ausstellte.
In der Regierungszeit des Valentinian I. (364–375) wurde die Legion unter dem Dux Ursicinius noch einmal für größere Baumaßnahmen am Limes eingesetzt, u. a. bei der Errichtung eines Wachturmes in Ybbs. Ob die damit beauftragten Auxiliaren ebenfalls von der II. Italica abstammten, konnte nicht geklärt werden. Unter Valentinians Herrschaft erfolgt auch die letzte größere Renovierung und eine Verstärkung der Wehranlagen (Türme und Tore) von Lauriacum. Die dafür benötigten Ziegel wurden von der Legion geliefert, die in Schönering bei Wilhering und St. Pantaleon zwei große Ziegeleien betrieb. Eventuell wurden die Baumaßnahmen auch von Gratian (367–383) angeordnet, dessen Anwesenheit im Legionslager zu dieser Zeit ebenfalls literarisch bezeugt ist.

### 5. Jahrhundert
In der Endphase der römischen Herrschaft an der oberen Donau standen die Grenzwächter (legiones ripenses) in Noricum ripense und Pannonia I unter dem Befehl eines Dux Pannoniae Primae et Norici Ripensis, der in Carnuntum sein Hauptquartier hatte. Auf seiner Truppenliste in der Notitia dignitatum (ND) werden für beide Provinzen insgesamt fünf Legionspräfekten angegeben. Ihre Soldaten wurden durch liburnarii (Marineinfanteristen) von Einheiten der classis Histricae (Donauflotte) bei ihren täglichen Patrouillendienst unterstützt.
Die Legion war – laut der ND – in Ufernoricum im Wesentlichen auf drei Standorte aufgeteilt, das Hauptquartier dürfte sich aber immer noch in Lauriacum befunden haben. Eine kleinere Abteilung stand in Lentia (Linz, unterer Überwachungsabschnitt) und eine ihrer Marineeinheiten in Ioviacum (möglicherweise Aschach an der Donau). In Enghagen bei Enns lag vermutlich die in der ND erwähnte Liburnariereinheit der Classis Lauriacensis.
Die Spuren der Legion verlieren sich im späten 5. Jahrhundert. In der Vita Sancti Severini ist im Bezug auf die Kastelle bzw. Oppida des oberen Donaulimes nur mehr von Besatzungen in Lauriacum, Batavis/Passau und Favianis/Mautern die Rede. Eventuell könnte es sich bei den in der vita erwähnten vigiles (Wachen) und den exploratores (Späher) in Lauriacum um Veteranen der Legion bzw. deren Nachkommen gehandelt haben.

## Teileinheiten

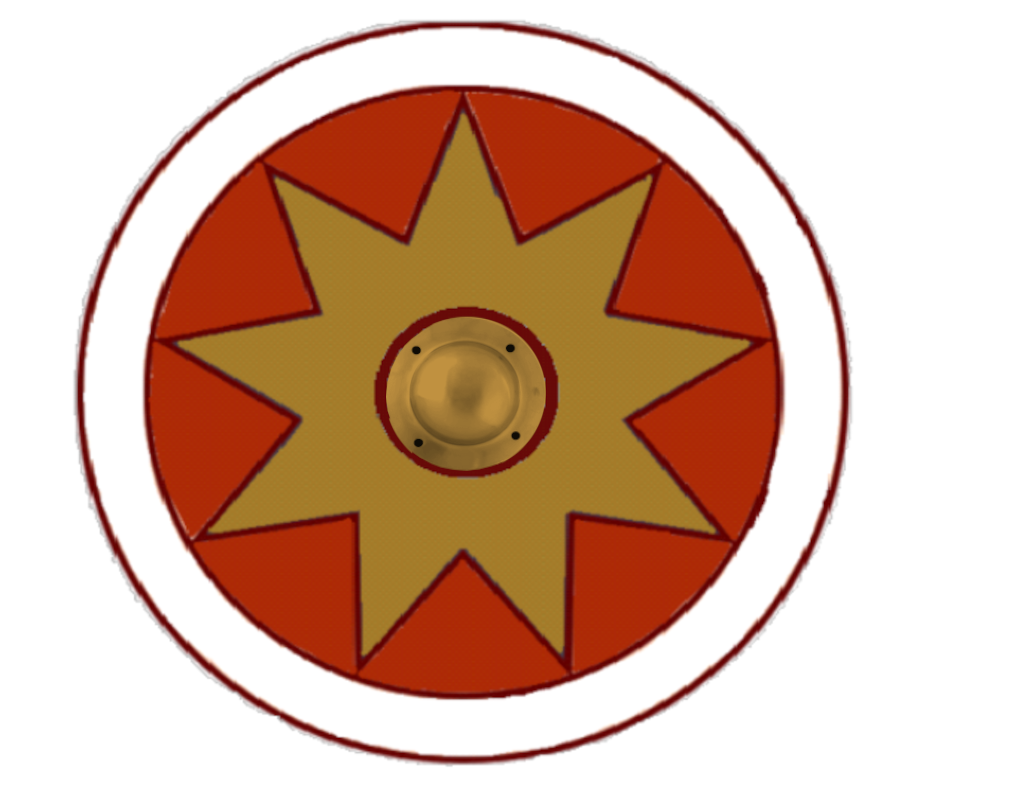
Schildzeichen der Lanciarii Lauriacenses

Aus der Mitte des 4. Jahrhunderts sind folgende – wahrscheinlich – aus der Legion herausgelöste Einheiten bekannt:
Der in Secundarum/Pannonien stationierte
- Cuneus equitum Secundanorum Italicanorum (Reitertruppe) unter dem Befehl des Dux Pannoniae secundae ripariensis et Saviae,[34] die
- Secundani Italiciani in der afrikanischen Armee unter dem Befehl des Comes Africae[35] und in der Armee des Magister peditum praesentalis,[36] die
- Auxiliares Lauriacenses und die
- Lanciarii Lauriacenses unter dem Comes Illyrici.[35]

Im frühen 5. Jahrhundert unterstanden dem Dux Pannoniae Primae et Norici Ripensis folgende Offiziere und Einheiten der II. italischen Legion:
- Praefectus legionis secundae Italicae partis inferioris in Lentiae,
- Praefectus legionis secundae Italicae in Lauriaco,
- Praefectus legionis secundae Italicae militum liburnariorum in Ioviaco,
- Praefectus classis Lauriacensis (in Lauriacum)

## Inschriften
Insgesamt sind 135 Inschriften bekannt, in denen 157 Angehörige dieser Legion erwähnt werden. Es handelt sich um 13 Legaten, 6 Tribunen, 85 Chargen, 42 Legionäre und 11 Veteranen. Hinzu kommen Namen von 26 mit der Ziegelproduktion befassten Soldaten von Stempeln und Ritzinschriften.

## Befehlshaber
Als Statthalter oder Procurator, welcher die höchste militärische, zivile und richterliche Instanz in seinem Bereich darstellte, wurden im 1. Jahrhundert Angehörige aus dem Ritterstand (equites) mit der Bezeichnung procurator Augustorum provinciae Noricae eingesetzt. Der offizielle Titel wurde aber später noch öfters geändert. Diese gehörten der Rangklasse der ducenarii an. Zu dieser Zeit waren in Noricum noch keine Legionen stationiert (provincia inermis). Der Statthalter als Oberbefehlshaber verfügte nur über Auxiliareinheiten, die wohl anfangs auch norische Kavallerieeinheiten umfassten. Da die Provinzmetropole Virunum zu weit abgelegen war, dürfte bald auch Ovilavis (Wels/OÖ) als Militär- und Verwaltungszentrum Bedeutung erlangt haben.
Mit Stationierung der Legio II Italica in Noricum verlegte der Statthalter bzw. Legionslegat seinen Sitz in das Lager von Lauriacum. Die Prokuratoren aus dem Ritterstand wurden nun durch einen dem Senatorenstand entstammenden Legaten der Legio II Italica ersetzt. Legaten übernahmen in denjenigen Provinzen, in der nur eine Legion stationiert war, auch die Agenden des Statthalters. Ihre Amtsbezeichnung lautete nun legatus Augustorum (bzw. Augusti) pro praetore provinicae Noricae. Kaiser Gallienus entfernte im Zuge seiner Militär- und Verwaltungsreform die dem Senatorenstand entstammende Führungsschicht aus den Legionen. Die neuen, wieder dem Ritterstand entstammenden Statthalter amtierten nun unter der Bezeichnung agentes vices praesidis, waren anfangs nur Vertreter der senatorischen praesides (Legaten) und führten das Rangprädikat vir perfectissimus. Danach übernahm ein Präfekt die Führung der Legion in Lauriacum (praefectus legionis).
Von den Legaten der Legion sind folgende bekannt:
- Quintus Antistius Adventus, um 168[1]
- Q.Herennius Silvius Maximus (169),
- Publius Helvius Pertinax, der spätere Kaiser, und
- Tiberius Claudius Pompeianus, der Schwiegersohn des Marcus Aurelius (ab 170),
- Iunius Priscus Carinus? Quintilianus (187–188),
- C. Memmius Fidus Iulius Albius (190/91),[38]
- M. Iuventius Surus Proculus (201),[39]
- Pollienus Sebennus (205/206),[40]
- P. Catius Sabinus (206 bis 208),
- Marcus Munatius Sulla Cerialis (vor 215),[41]
- M.Cn.Licinius Rufinus (222–235),
- P.Cosinius Felix (vor 250),
- C. Macrinius Decianus (um 255),[42]
- Aelius Restutus (letztes Drittel 3. Jahrhundert)
- M.Aurelius Marinus (letztes Drittel 3. Jahrhundert)
- M.Aurelius Iulius (um 276)

### Verwaltungsstab

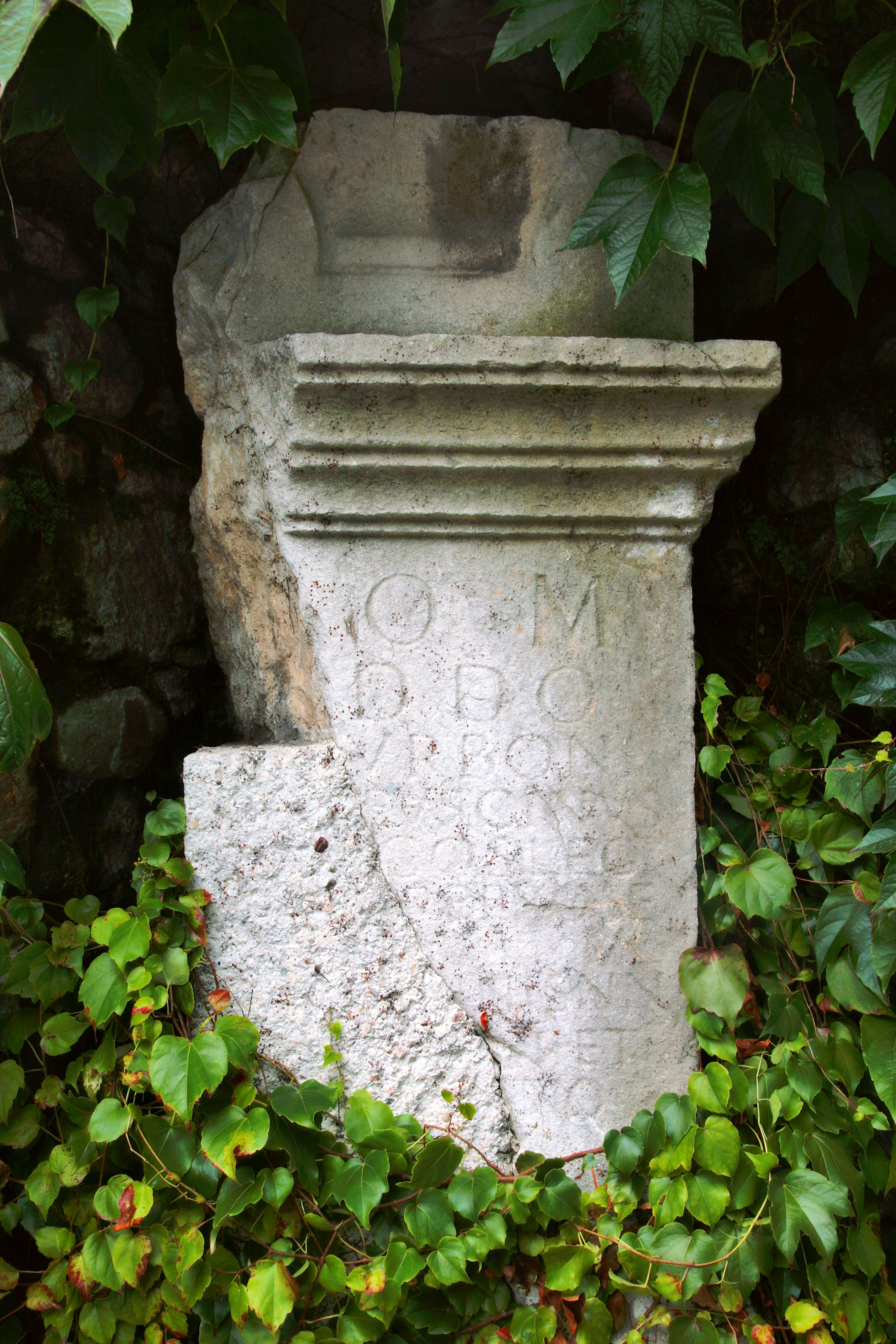
Römischer Weihestein in der Friedhofsmauer von Grödig, der von einem Benefiziarier der legio II Italica gestiftet wurde.

Als Unterstützung bei seinen Verwaltungsaufgaben stand dem Legaten eine eigene Kanzlei, das officium, zur Verfügung. Vom Umfang her kann eine ähnliche Größenordnung wie die des Prokurators von Raetien angenommen werden, dessen Kanzlei über etwa 100 officales verfügte. Das Personal rekrutierte sich aus dem norischen exercitus noricus  (norische Provinzarmee) oder aus anderen Truppeneinheiten, in diesem Fall wohl die nächstgelegenen, oberpannonischen oder rätischen, Legionen. Von den Amtstiteln des officium sind für Noricum leider nur zwei überliefert; das des
- Beneficiarius (Unteroffizier im Kanzlei- und Polizeidienst) und das des
- Eques singularis (Statthaltergarde).

Wie schon den Prokuratoren standen auch den Legaten ein Verwaltungsstab im Umfang von etwa 100 Amtsträgern zur Verfügung. Ein Teil der Amtsträger saßen auch in Ovilavis. Sie wurden als consularis mit oder ohne Zusatz legionis II Italicae bezeichnet. Ihre Titel und Funktionen sind etwas besser bekannt. So gab es neben dem
- Benefiziarier und dem
- Eques singularis noch den
- Cornicularius (Vorstand, Personal, innere Angelegenheiten), den
- Frumentarius (Nachschub, Nachrichtendienst, Rechtspflege), den
- Strator (Oberstallmeister), den
- Librarius (Schreiber, Kopist) und den
- Immunis (Hilfskraft).

## Feldzüge
- 171–174: Teilnahme an den Markomannenkriegen Mark Aurels,
- 208–211: eine Vexillation nimmt am Britannienfeldzug des Septimius Severus teil,
- 213: Teilnahme am Alamannenkrieg Caracallas,
- 215: Intervention gegen die Quaden,
- 234: Abwehrkämpfe gegen die Juthungen,
- 238–244: Teilnahme am Dakerkrieg des Maximinus Thrax im 3. Jh., eine Vexillation geht dabei auch gegen die Goten an der unteren Donau vor,
- 253–260: Abkommandierung in die Provinz Africa proconsularis, um dort die von Gordian III. aufgelöste Legio III Augusta wieder aufzustellen,
- 260: Teilnahme am Perserkrieg Valerians,
- 260–268: die Legion wehrt in Oberitalien eingedrungene Juthungen ab,
- 270–275: Teilnahme an der Niederschlagung der Usurpation Zenobias von Palmyra unter der Führung des Aurelian,
- 282: die Legion unterstützt die Erhebung des Carus zum Kaiser,
- 27. Juni 310: siegreicher Abwehrkampf gegen die Markomannen bei Prutting/Rosenheim,
- 312: die in Divitia liegende Vexillation kämpft auf Seiten des Konstantin in der Schlacht an der Milvischen Brücke gegen Maxentius.

## Angehörige der Legion

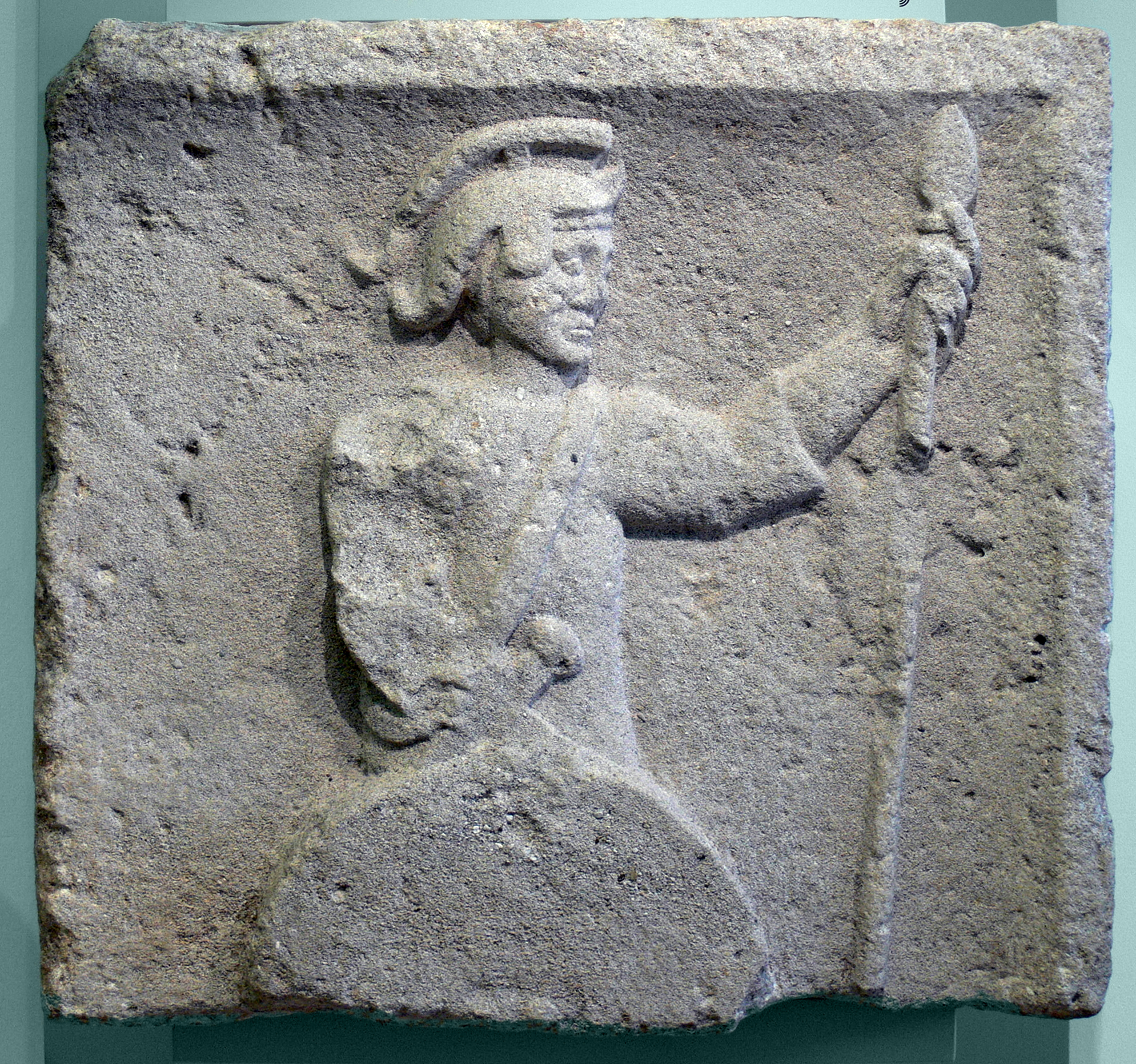
Grabrelief eines römischen Soldaten des 3. Jahrhunderts n. Chr., (Schlossmuseum Linz)